# Nemours
 Nemours  es una población y comuna francesa, en la región de Isla de Francia, departamento de Sena y Marne, en el distrito de Fontainebleau y cantón de Nemours.

## Demografía
| 3 469                                         | 3 760 | 3 639 | 3 825 | 3 547 | 3 635 | 3 802 | 3 955 | 3 696 | 3 739 | 3 902 | 4 010 | 3 871 | 4 287 | 4 462 | 4 526 | 4 602 | 4 861 | 5 087 | 5 108 | 5 074 | 5 118 | 5 198 | 5 154 | 5 419 | 5 594 | 6 548 | 8 131 | 11 223 | 11 665 | 12 072 | 12 898 | 12 645 | 12 824 | 13 165 |
| (Fuente: INSEE-fr , https://www.goodcity.fr/) |       |       |       |       |       |       |       |       |       |       |       |       |       |       |       |       |       |       |       |       |       |       |       |       |       |       |       |        |        |        |        |        |        |        |

## Geografía
Nemours está localizada junto al río Loing, 42 kilómetros al sur de Melun, junto a la línea férrea París-Lyon.

## Historia
Se supone que su nombre deriva de los bosques (nemora) en medio de los cuales estaba emplazada, y descubrimientos en la zona indican sus primeros orígenes. Fue capturada por los ingleses en 1420, pero su importancia histórica proviene del ducado al que dio su nombre. En 1585 fue terminado en Nemours un tratado entre Catalina de Médici y la Casa de Guisa que revocaba las concesiones a los protestantes.

## Patrimonio cultural e histórico
- El castillo feudal, construido hacia 1120, fue convertido en museo en el siglo XX. Tiene un torreón central rodeado por cuatro torres.
- En Nemours se encuentra el Musée départemental de Préhistoire d'Île-de-France («Museo Departamental de Prehistoria de Isla de Francia»).
- La iglesia, que data principalmente del siglo XVI, tiene un notable campanario de madera.
- En 1885 fue erigida una estatua del matemático Étienne Bézout, originario del pueblo.
- En la zona hay un área de arenisca y la arena se extrae industrialmente.

## Ciudadanos ilustres
Nemours fue la cuna de:
- Jean Aimar (1228-1277), historiador.
- Étienne Bézout (1730-1783), matemático.
- Justin-Chrysostome Sanson (1833-1910), escultor.
- Philippe Petit (1949-), funambulista.
- Geoffrey Kondogbia, futbolista.
- Rudi García, director técnico y futbolista.

## Ciudades hermanas

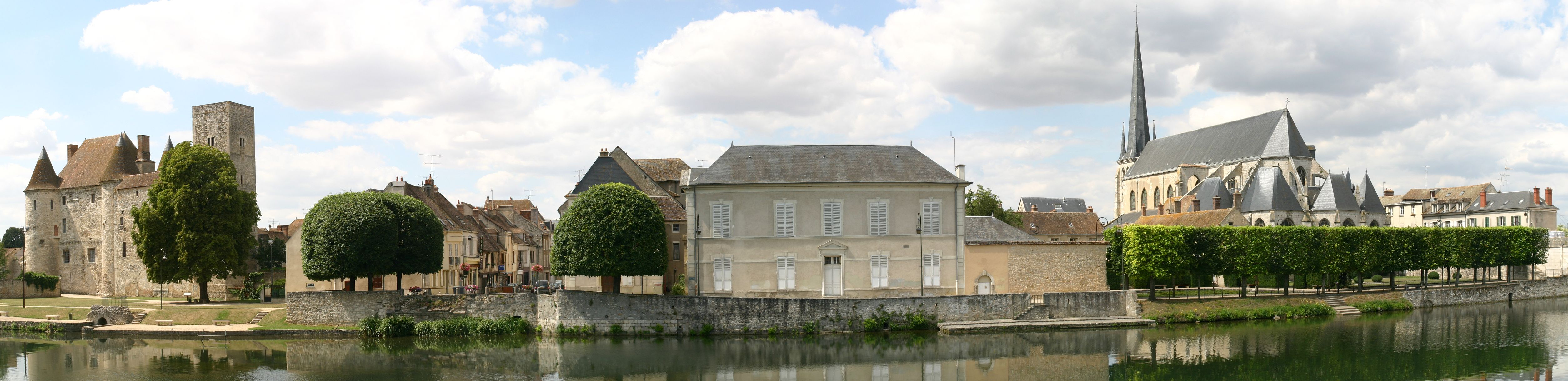
Vista panorámica

- Mühltal,  Alemania
- Cerignola,  Italia